# ハカマオニゲシ
ハカマオニゲシ（袴鬼芥子または袴鬼罌粟、学名:Papaver bracteatum)は、ケシ科ケシ属の多年生植物。植物体の乳汁中に高濃度の麻薬性のケシアヘンアルカロイド、テバインを含むため、日本では麻薬及び向精神薬取締法により原則栽培が禁止されている。

## 分布
中央アジアのカフカース地域(トルコ北東部、イラン北部、アルメニア、アゼルバイジャン)が原産地である。
きわめて近縁のオニゲシ Papaver orientale や Papaver pseudo-orientale (この種には標準和名が付いていない)とともにケシ属中に Oxytona 節を構成している。この3種は原産地が重なるので野生下においても交雑するが、人工的に交雑させ固定した品種群が今日オニゲシ又はオリエンタルポピーの名で世界中で栽培されている園芸植物である
。

## 生態
外観や特徴、生活環までオニゲシとまったく同じであるので、詳細はオニゲシの項を参照されたい。特に強調されるオニゲシとの相違点として、
- 花色が真紅である。
- 花弁の基部に黒斑が生じる。
- 花弁のその下に俗にハカマと呼ばれる苞葉が生じる(本種の名の由来)。

といった特徴が挙げられているが、これらは野生株のオニゲシと比較した上での相違点であり、本来雑種である園芸用のオニゲシ(オリエンタルポピー)には同様の特徴を全て有する品種が存在することがわかっており、これらは種同定の決め手にはならない。苞葉については園芸用のオニゲシ(オリエンタルポピー)のそれは本種に比較し数が少ないとの報告もあるが、それだけでは素人には区別はまず無理である。

## 人間との関係
日本では、麻薬及び向精神薬取締法によりアサやコカノキなどともに麻薬原料植物に指定されており、厚生労働大臣の許可を得ない栽培は禁止されている。しかし、広く一般に栽培されており全く問題のないとされている園芸用のオニゲシ(オリエンタルポピー)との区別は、専門家でも容易ではない。
また問題とされているテバインについても、品種によって本種以上にそれを含有する園芸用のオニゲシ(オリエンタルポピー)があることも報告されている。
イギリスなど、本種に栽培規制がかかっていない国から輸入された園芸用のオニゲシ(オリエンタルポピー)の種子袋にはよく本種が紛れ込んでいる。日本で仕分けした種子の袋にも本種が紛れ込んでいる場合がある。